# Kinderopvang
De kinderopvang vangt kinderen op in een gemeenschap met leeftijdsgenoten en ondersteunt kinderen bij het spelenderwijs aangaan van uitdagingen, bij het onderzoeken en ontdekken van de omgeving, bij het zoeken naar hun plek in de groep en door te laten ervaren wat het betekent een bijdrage te leveren aan het collectief. De kinderopvang richt zich primair op welbevinden en betrokkenheid van kinderen, zowel op individueel als op groepsniveau. De kwaliteit van de kinderopvang is van groot belang, goede kwaliteit is belangrijk voor de brede (sociaal emotionele- , cognitieve- en taal)ontwikkeling van kinderen.
Kinderopvang is een verzamelterm voor verschillende mogelijkheden om kinderen op te vangen, ter ondersteuning van de ontwikkeling van kinderen en/of op het moment dat kinderen niet opgevangen kunnen worden door ouders.
Met de kinderopvang worden in het spraakgebruik met name de formele vormen van opvang aangeduid, wat opvang is waarvoor betaald moet worden. De informele vormen (gratis opvang door opa/oma/buurvrouw) vallen er meestal buiten. Voorbeelden van kinderopvang zijn gastouderopvang, een kinderdagverblijf (of "crèche") of na- en buitenschoolse opvang.
Zie voor meer informatie over kinderopvang in specifieke landen en regio's:
- Kinderopvang in Nederland
- Kinderopvang in Vlaanderen